# Cheimadió (ort i Grekland, Epirus)
Cheimadió är en ort i Grekland.   Den ligger i prefekturen Nomós Prevézis och regionen Epirus, i den västra delen av landet, 300 km väster om huvudstaden Aten. Cheimadió ligger 373 meter över havet och antalet invånare är 386.
Terrängen runt Cheimadió är huvudsakligen kuperad, men åt sydväst är den platt. Havet är nära Cheimadió åt sydväst. Runt Cheimadió är det ganska glesbefolkat, med 30 invånare per kvadratkilometer. Närmaste större samhälle är Kanaláki, 7,5 km norr om Cheimadió. == Kommentarer ==
1. ↑  Framräknat ur variansen i alla höjduppgifter (DEM 3") från Viewfinder Panoramas, inom 10 km radie.[2] Mer om algoritmen finns här: Användare:Lsjbot/Algoritmer.